# Thanásis Valtinós
Thanássis (ou Thanásis) Valtinós, (grec moderne : Θανάσης Βαλτινός ; né le 16 décembre 1931 à Karatoulas, Arcadie (Grèce) et mort le 30 octobre 2024 à Athènes) est un écrivain, scénariste et traducteur grec.

## Biographie
Son enfance est marquée par les années d’Occupation. Il déclare « J’ai vécu l’occupation allemande, la guerre civile pendant mon adolescence dans le Péloponnèse. Je parlerais à propos du «côté montagnard» d’une capacité à tenir le coup face à l’ adversité ». Vers 1950 il s’installe à Athènes et fait des études cinéma. il écrit les scénarios de plusieurs films de Théo Angelopoulos.
Ses récits sur les réalités passées et actuelles de la Grèce sont fréquemment traduits à l’étranger.
Il traduit en grec moderne de tragédies antiques, notamment Eschyle et Euripide. 
Il est membre, puis, en 2016, président de l'Académie d'Athènes.
Il travaille en permanence le forme de ses textes « Couler des mots dans une forme inventée, nouvelle à chaque livre était une passion tyrannique » écrit Florence Noiville. Dans le Dictionnaire mondial des littératures, sa technique est précisée « il utilise dans ses romans une technique narrative originale reposant sur le témoignage, à travers laquelle il aborde certains thèmes privilégies : la guerre civile... »

## Récompenses
- Prix du scénario du Festival de Cannes 1984 pour Voyage à Cythère de Theo Angelopoulos
- Prix de l'État Grec en 1990 pour son roman Éléments sur les années soixante
- Grand prix littéraire de Grèce en 2012

## Écrits
En langue française :
- Bleu nuit presque noir  (trad. Bertrand Bouvier), Hatier, 1992, 79 p.
- Vie et aventures d’Andréas Kordopàtis, Climats, 1993, 118 p.
- La marche des neuf  (trad. Lucile Arnoux-Farnous), Actes Sud, 1993, 72 p.
- Plumes de bécasse, Actes Sud, 1994
- Éléments pour les années soixante  (trad. Michel Saunier), Actes Sud, 1995, 1376 p.
- Accoutumance à la nicotine  (trad. Gilles Ortlieb), Finitude, 2008, 144 p.
- Contre-courant  (trad. Gilles Ortlieb), Fario, 2015, 136 p.
- Le dernier Varlamis  (trad. du grec par Lucile Arnoux-Farnoux, préf. Gilles Ortlieb, postface Lucile Arnoux-Farnoux), Fario, 2015, 72 p.

### Scénarios
- La Descente des neuf, film grec réalisé par Christos Siopachas et sorti en 1984
- La Reconstitution, film grec réalisé par Theo Angelopoulos, sorti en 1970
- Voyage à Cythère de Théo Angelopoulos, film sorti en 1984
- Jours de 36, film grec réalisé par Theo Angelopoulos, sorti en 1972.
- Le Pas suspendu de la cigogne, réalisé par Theo Angelopoulos, sorti en 1991.